# Ursus (personagem)
Ursus é um personagem fictício, do subgênero peplum, protagonista de produções cinematográficas italianas e hispano-italianas dos anos 1960.

## História
O personagem se inspira longinquamente em um escravo de mesmo nome da novela Quo Vadis (1895), do escritor polonês Henryk Sienkiewicz, adaptada ao cinema em 1901. Era apenas o criado da cristã Lígia, a quem salva depois de lutar com um touro. Na versão cinematográfica italiana, Quo Vadis (1912), de Enrico Guazzoni, o herói interpretado por Bruto Castellani tem um papel notável e obtém êxito com o público, ao ponto do ator só ter feito posteriormente papel de homens musculosos.
O primeiro filme dedicado ao herói se chama Ursus (1922), dirigido por Pio Vanzi, com Bruno Castellani no papel principal. Veio a aparecer também no filme Hércules (1958).
O musculoso herói protagonizou uma dezena de filmes na esteira do sucesso de Hércules no fim dos anos 1950. Os estúdios de cinema, na tentativa de capitalizar o êxito, buscaram outros protagonistas similares. O cineasta italiano Carlo Campogalliani relançou então o personagem.

## Filmes de Ursus
- 1922: Ursus, de Pio Vanzi, com Bruno Castellani.
- 1961: Ursus, de Carlo Campogalliani, Itália-Espanha, com Ed Fury e Maria Luisa Merlo.
- 1961: La vendetta di Ursus, de Luigi Capuano, com Samson Burke.
- 1962: Ursus nella valle dei leoni, de Carlo Ludovico Baraglia, com Ed Fury, Mariangela Giordano, Moira Orfei e Alberto Lupo.
- 1962: Ursus e la ragazza tartara, de Remigio del Grosso, com Joe Robinson, Yoko Tani e Akim Tamiroff (no papel do Grande Kan).
- 1963: Ursus gladiatore ribelle, de Domanico Paloella, com Dan Vadis.
- 1963: Ursus nella terra di fuoco, de Giorgio Simonelli, com Ed Fury.
- 1964: Ursus il terrore dei Kirghisi, de Antonio Margheriti, com Reg Park, Mirelli Granelli e Ettore Manni.
- 1964: Ercole, Sansone, Maciste e Ursus gli invincibili, de Giorgio Capitani, com Yann Larvor.
- 1964: Gli invincibili tre, de Gianfranco Parolini, com Alan Steel, que havia representado Hércules na produção anterior.